# Storm Lake (Iowa)
Storm Lake település az Amerikai Egyesült Államok Iowa államában, Buena Vista megyében, melynek megyeszékhelye is. Lakosainak száma 11 269 fő (2020. április 1.).

## Népesség
A település népességének változása:

| 2010 | 10 600 |
| 2020 | 11 269 |